# Končar Group

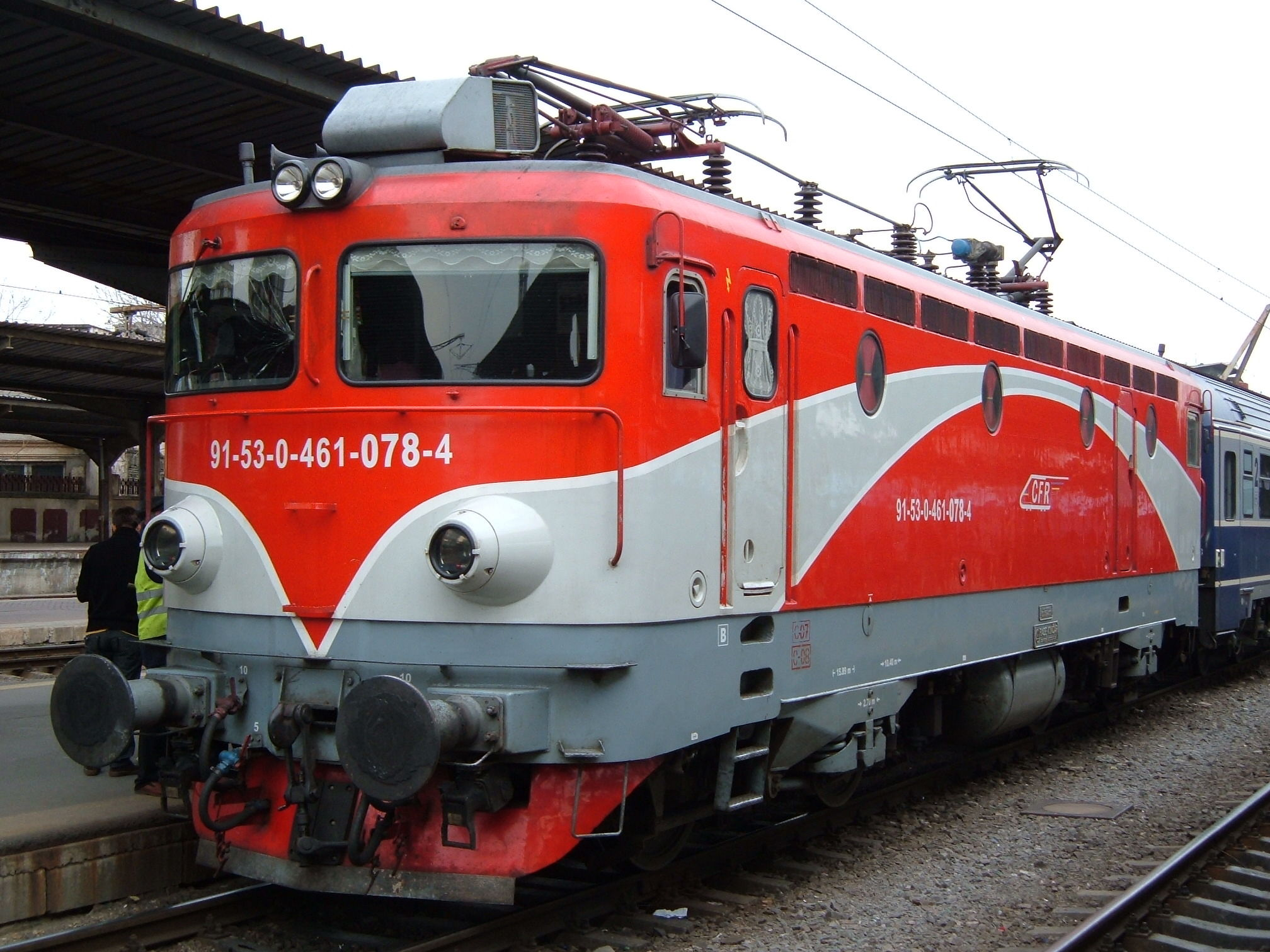
CFR Class 46 à Bucarest-Nord, livrée spéciale

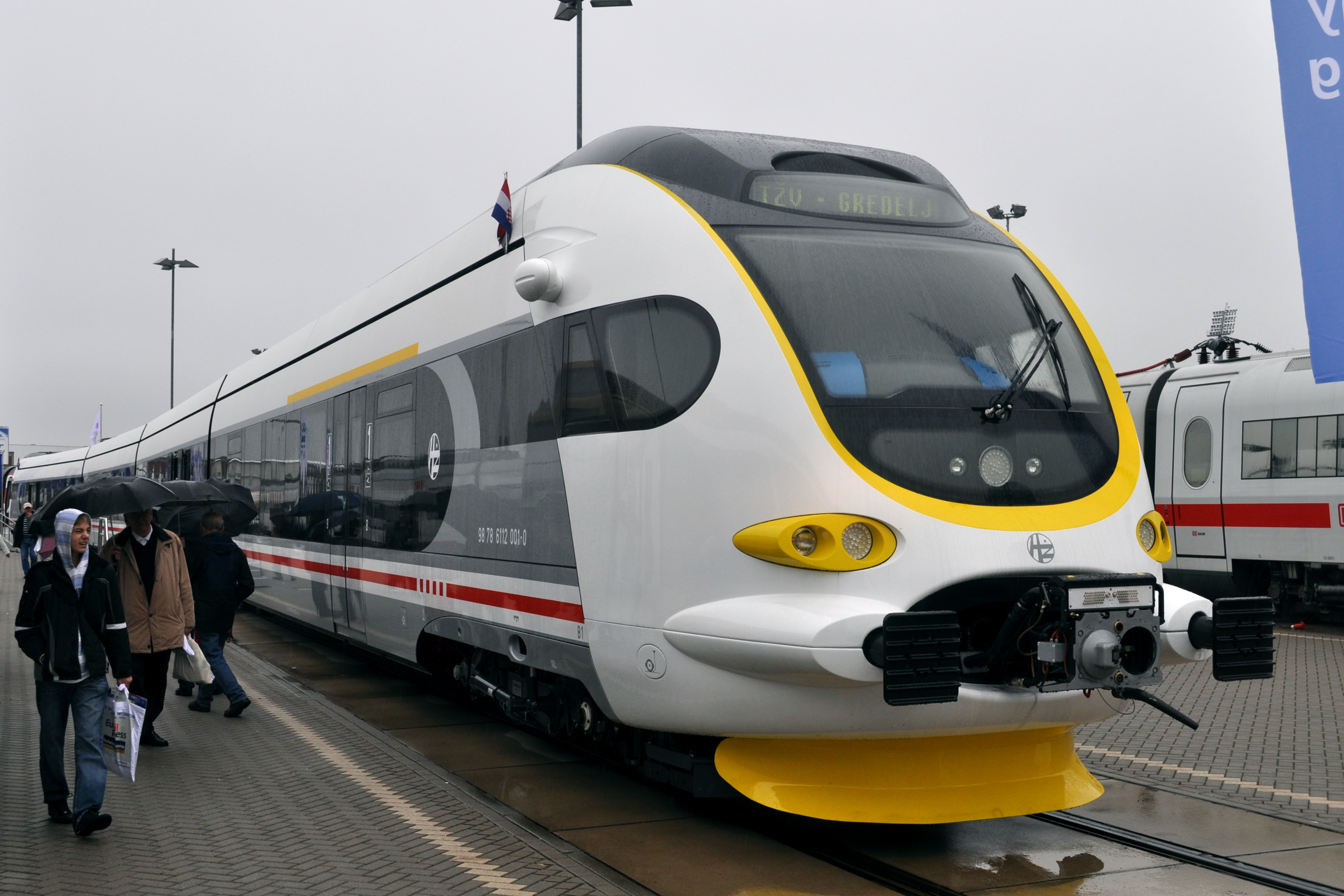
Un nouveau train de HŽ, Class 6112

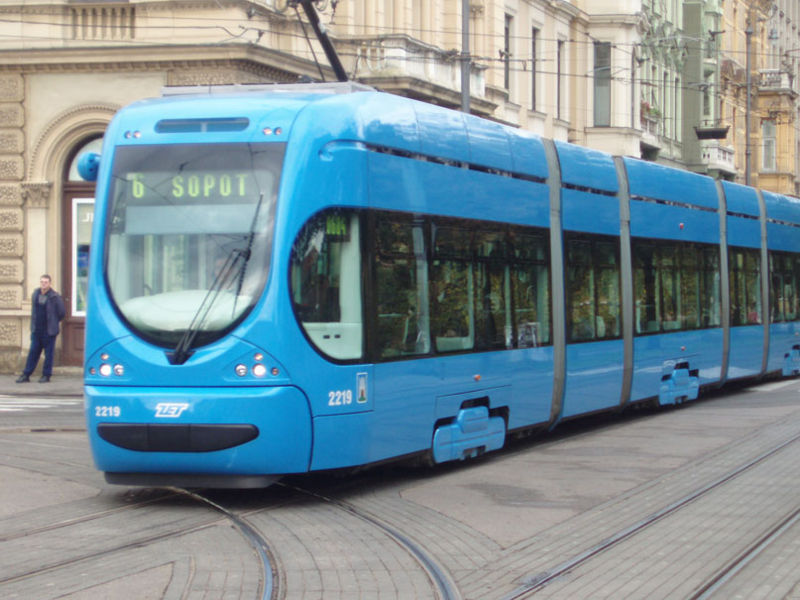
ZET-TMK 2200, dans les rues de Zagreb

Končar Group, simplement abrégé en Končar (prononcé Konntchar), est un conglomérat yougoslave puis croate implanté à Zagreb, qui s'occupe depuis 1921 de fournir divers composants électriques ainsi que du matériel ferroviaire.

## Organisation

### Ferroviaire
La division transport (anciennement Rade Končar) exporte depuis les années 1970 dans les pays limitrophes: Bulgarie, Roumanie et Turquie. 